# The Stranger (journal)
Pour les articles homonymes, voir The Stranger.
The Stranger est un hebdomadaire culturel gratuit distribué dans la ville de Seattle, dans l'État de Washington aux États-Unis. Il informe de la vie culturelle de la ville, des concerts et soirées qui y ont lieu durant la semaine en cours, des horaires et programmations des cinémas, spectacles et théâtres. Il est disponible chez les commerçants, dans les rayons de presse gratuite des kiosques à journaux ou dans les traditionnelles boîtes à journaux de rue.
Il a été fondé par Tim Keck, cofondateur du journal satirique américain The Onion, et le dessinateur James Sturm. Son premier numéro est sorti le 23 septembre 1991.